# پای پیاده (مجموعه تلویزیونی)
پای پیاده یک مجموعه تلویزیونی محصول سال ۱۳۸۴ به کارگردانی اصغر توسلی، نویسندگی آرش قادری و تهیه‌کنندگی بهروز مفید می‌باشد که از شبکه پخش تهران شد. این مجموعه ملو درامی اجتماعی و دربارهٔ دو نوجوان است که از اصفهان به تهران می‌آیند و با قشرها مختلف و معضلات اجتماعی این شهر آشنا می‌شوند. این سریال از ۲۶ مرداد ۱۳۹۷ از شبکه آی فیلم فارسی باز پخش گردید.

## بازیگران
- کیوان خسرومرادی
- مهین شهابی
- محمد کاسبی
- عنایت‌الله بخشی
- اکرم محمدی
- شهره سلطانی
- بابک نوری
- رسول سلیمیان
- حامد کمیلی
- کامران تفتی
- عمار تفتی
- شبنم مقدمی
- فربد احمدجو